# Lijst van hofleveranciers
Dit is een lijst van hofleveranciers, leverend aan bestaande en voormalige hofhoudingen. Om de lijst te beperken wordt voorkeur gegeven aan bedrijven die een lemma hebben, of zeer bekend zijn.
Bijschrift
- A = Titularis van predicaat
- B = Bestaat nog steeds zonder predicaat
- C = Bestaat niet meer

## Beiers hof
Het Beierse hof kende een titel van Königlich Bayerischer Hoflieferant toe.
- Berdux - C
- Dallmayr - B
- Farina gegenüber - B
- Grotrian-Steinweg - B
- Porzellanmanufaktur Nymphenburg - B

## Belgisch hof
In België verleent de koning de titel van Gebrevetteerd Hofleverancier van België naar eigen goeddunken. De aanvragen worden onderzocht en geadviseerd door de intendant van de Civiele Lijst van de Koning. Kandidaat leveranciers dienen als particulier of bedrijf te zijn ingeschreven in een Belgisch handelsregister en al minstens vijf jaar leveringen of prestaties aan de Civiele Lijst leveren waarvan de kwaliteit en kwantiteit voldeden. De gebrevetteerden zijn sinds 1988 verenigd in een VZW, met 116 leden. Het predicaat is vijf jaar geldig en wordt slechts eenmaal per jaar uitgereikt. Er zijn bijzonder strenge criteria over privacy en klantenservice.
| Naam                                 | Plaats          | Jaar benoeming | Huidige status | Specialiteit           |
| ------------------------------------ | --------------- | -------------- | -------------- | ---------------------- |
| Adant-Van Roy                        |                 | 2001           |                | Verpakking             |
| Amazone Textiles                     |                 |                | B              | Kledij                 |
| Ambiorix                             | Tongeren        | 2009           | A              | Schoenen               |
| Armonia                              |                 | 2001           |                | Juwelen                |
| Arzoni                               | Zellik          | 2012           |                | Kledij                 |
| Armani                               |                 |                | A              |                        |
| Atoma                                |                 |                | A              |                        |
| Axel Vervoordt                       | Antwerpen       | 2001           | B              | Antiek                 |
| Van Dender                           |                 |                | A              | Bakkerij               |
| Biasetto / Nadro                     | Strombeek-Bever | 2013           |                | Bakkerij               |
| Proximus                             | Brussel         |                | A              | Telecom                |
| Belgian Shell                        |                 |                | A              |                        |
| Bernina                              |                 |                | A              |                        |
| Biscuiterie Jules Destrooper         | Lo-Reninge      |                | A              | Confiserie             |
| Biscuits Delacre                     |                 |                | A              | Confiserie             |
| BMW Belgium Luxembourg               |                 |                | A              | Voertuigen             |
| Bouzouk                              | Brussel         | 2013           | A              |                        |
| Alken-Maes                           |                 |                | A              | Brouwerij              |
| Bruneau                              |                 |                | B              | Restaurant             |
| Brussels Airlines                    |                 | 2009           | A              | Luchtvaart             |
| Buissonnière                         | Waver           | 2013           | A              | Kinderkledij           |
| Burexpo                              |                 | 2001           | A              | Kantoormeubelen        |
| Cadr'Art                             |                 | 2009           | B              | Kaders                 |
| Canon Belgium                        |                 |                | A              | Fotografie             |
| Canterbury                           | Elsene          | 2012           | B              | Restaurant             |
| Cinoco                               |                 | 2001           | A              | Wijn                   |
| Christophe Coppens                   |                 | 2011           | B              | Hoeden                 |
| Côte d'Or                            |                 |                | B              | Chocolade              |
| Crossword                            | Brussel         | 2013           | A              | Kledij                 |
| Daniël Ost                           | Brussel         | 2017           | A              | Bloemen en decoratie   |
| De Backer                            |                 |                | C              | Passementweverij       |
| Delvaux                              |                 |                | A              |                        |
| P. De Greef Medailles                | Brussel         |                | A              | Medailles en eretekens |
| De Vis                               | Zeebrugge       |                | B              | Vis                    |
| D'Ieteren                            |                 |                | A              |                        |
| Fabienne Delvigne                    |                 | 2001           | A              |                        |
| FIM Deco                             |                 | 2011           | B              | Meubels                |
| Fourcroy                             | Eigenbrakel     |                | B              | Wijn                   |
| Joseph Germain Dutalis               |                 |                | C              |                        |
| Galler                               |                 |                | A              |                        |
| Greyson Paquet                       |                 |                | B              |                        |
| Godiva                               |                 | 1968           | A              |                        |
| Hotel Astoria                        |                 | 2001           | A              |                        |
| Intell                               | Brussel         |                | B              | Boekhandel             |
| Jaguar Cars Land Rover Belgium       |                 | 2020           | A              |                        |
| Kempeneer W Machines nv              | Dilbeek         | 2017           | A              | Grasmachines           |
| Leonidas                             | Brussel         | 2013           | A              | Chocolade              |
| La Cristallerie du Val Saint Lambert |                 |                | B              |                        |
| Lf Selection                         | Izegem          | 2013           | A              | Meubels                |
| Libeco                               | Meulebeke       | 2006           | A              | Linnen                 |
| Libotte - Flahaut                    | Rochefort       | 2011           |                | Slagerij               |
| Lobet                                |                 | 2001           | A              | Melk                   |
| Loriers                              | Brussel         |                | B              | Traiteur               |
| Lyreco Belgium                       | Berchem         |                | B              | Kantoor                |
| Manufar                              | Brussel         | 2022           | A              | Fysische beveiliging   |
| Massaer                              |                 | 1959           | B              |                        |
| Mauquoy                              | Grobbendonk     |                | A              | Medailles en eretekens |
| Nikon Belux                          |                 |                | A              |                        |
| NMBS                                 |                 |                | A              |                        |
| OCE Belgium                          | Brussel         |                | A              | Printers               |
| Lens Roses                           |                 | 2019           |                |                        |
| Les Papeteries de France             | Brussel         | 2013           |                | Drukkerij              |
| Piano's Maene                        | Ruiselede       | 2013           | A              | Piano's                |
| Primus                               |                 | 2011           |                | Wasmachines            |
| Rentokil                             |                 | 2009           | A              |                        |
| Van Gansbeke                         |                 | 2011           | B              | Kledij                 |
| Philips                              |                 |                | B              |                        |
| Royal Boch                           |                 |                | A              |                        |
| Rabotvins                            | Gent            |                | A              | Wijn                   |
| Salembier                            | Komen           | 2013           | A              |                        |
| Savonneries Bruxelloises             | Brussel         | 2016           | A              | Cosmetica              |
| Seiko Belgium                        |                 |                | A              |                        |
| Serneels                             | Brussel         | 2013           | A              | Speelgoed              |
| Sony Belgium                         |                 | 2001           | A              |                        |
| Spa Monopole                         | Spa             |                | A              | Water                  |
| Stienon                              |                 | 2011           |                |                        |
| Total                                | Spa             |                | B              |                        |
| Toyota Belgium                       |                 |                | A              |                        |
| Spa Monopole                         |                 |                | A              |                        |
| FX De Beukelaer                      | Antwerpen       | 1869           | B              | Sterke drank           |
| Kurve Lichttechniek Waasland         |                 |                | A              |                        |
| Van den Abeele Stefaan               |                 | 2012           | A              |                        |
| Van Overstraeten                     | Vlezenbeek      |                |                | Interieurinrichting    |
| VPS International                    | Merchtem        | 2017           | A              | Fitnessmateriaal       |
| Vroling BV                           | Hem             | 2021           | A              | Installatietechniek    |

## Brits hof
Er kunnen vier  personen een predicaat verlenen, namelijk:
- de koning
- de koningin
- de prins van Wales
- de prinses van Wales

| - AKZO Nobel CT Coatings, onderdeel van AkzoNobel - A1 - Aston Martin - A3 - Aquascutum - B - J. Barbour and Sons - A1 A2 A3 - Bentley Motors - A1 A3 - Bollinger - A1 - Boucheron - B1 - Burberry - A1 A3 - Cadbury Schweppes - A1 - Antonio Carluccio - A3 - Carlsberg - A1 - Coca-Cola - A1 - DHL - A1 - Ede and Ravenscroft - A1 A2 A3¨ - Esso - A1 - Fortnum & Mason - Garrard & Co - A3 - Iveco - A1 - Harrods - A - Jaguar Cars - A1 A3 - Kellogg Company - A1 | - Eastman Kodak - A1 - Land Rover - A1 A2 A3 - Laurent-Perrier - A1 - John Lobb - A2 A3 - Lyreco - A1 - Martini - A1 - Moët & Chandon - A1 - Nestlé - A1 - Pringle of Scotland - A1 - Procter & Gamble - A1 - Royal Doulton - A1 - Shell - A1 - Pierre Schyven - C - Sony United Kingdom Ltd - A3 - Steinway - A1 - Swarowski - A1 - Turnbull & Asser - A3 - Veuve Clicquot - A1 - Johnnie Walker - A1 - Winsor & Newton - A3 - Xerox - A1 A3 |

## Deens hof
- Anthon Berg - A
- ECCO - A

## Frans hof
Ten tijde van het keizerrijk werden veel titels verleend.
- Aristide Cavaillé-Coll - C
- Cartier - B
- Chaumet - B
- Christofle
- Farina gegenüber - B
- Mellerio dits Meller - B
- Pierre Schyven - C

## Nederlands hof

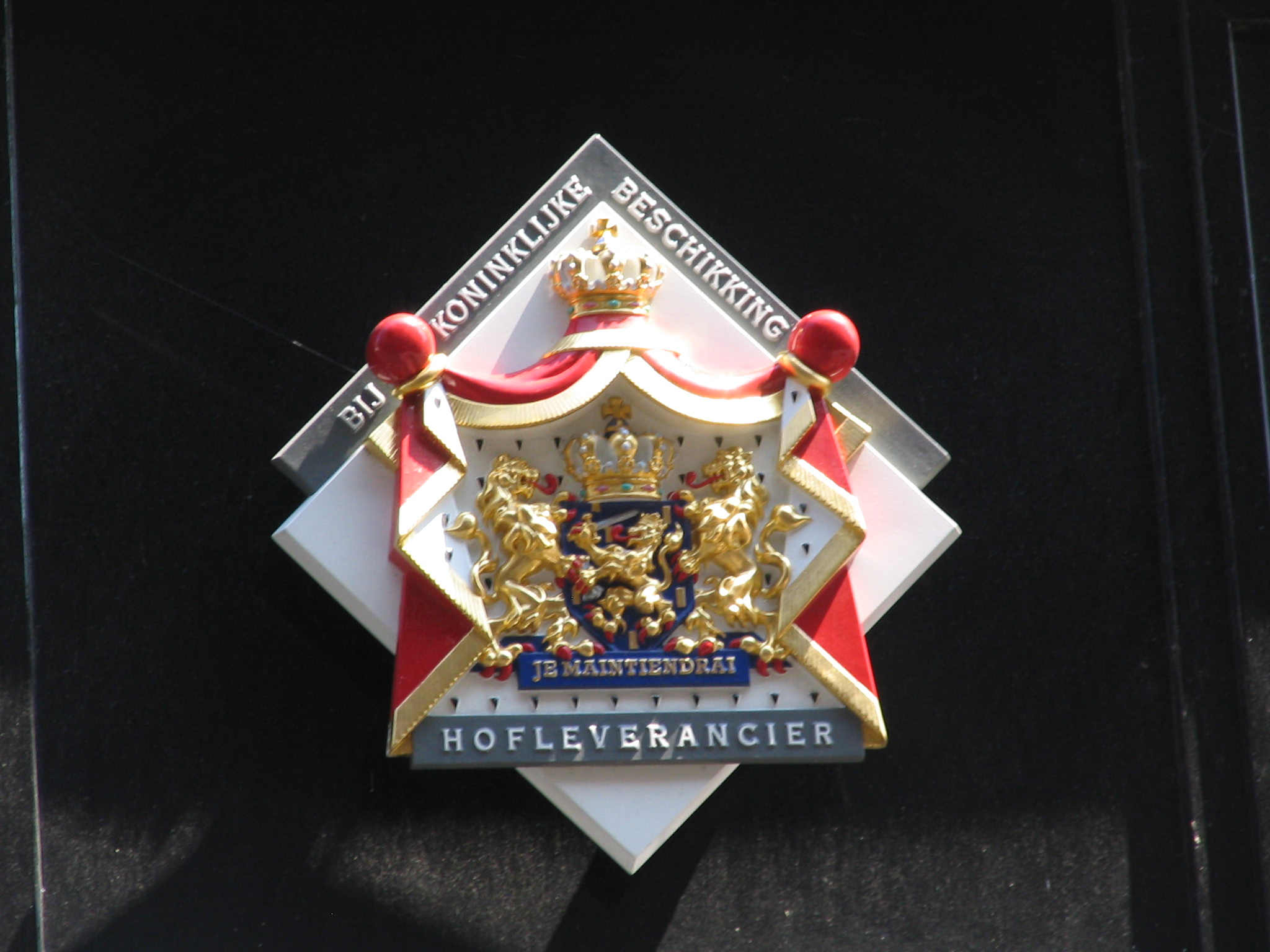
Het door koningin Beatrix voorgeschreven bord per 1 mei 1987

De Koning kan een bedrijf hofleverancier maken of enkel het predicaat verlenen. Anders gezegd het is niet omdat je titularis bent, dat je daadwerkelijk levert ten paleize. De bedrijven in kwestie moeten minstens honderd jaar bestaan en een belangrijke plaats innemen in hun regio. De bedrijven mogen dan het koninklijk wapen voeren en de vermelding Bij Koninklijke Beschikking Hofleverancier. Bijna vierhonderd bedrijven voeren de titel. Hans Kruit en Ootje Oxenaar gaven vorm aan het wapenschild dat behoort bij het predicaat hofleverancier. Hieronder een overzicht van een aantal bedrijven die de titel hofleverancier of Koninklijke voeren, of gevoerd hebben.
| - Albert Heijn - B - Alfa Brouwerij - A - Aruba Aloe Balm N.V. - A - Autobedrijf Frans Vos - - Bakkerij B.J. Carlier - A - Bakkerij van Ooijen - A - Bert Ooms Verhuizingen - A - Blijdesteijn - A - Bode Scholten B.V - A - Boekhandel Broekhuis - A - Broekhuyzen Horecagroothandel - A - De Budelse Brouwerij b.v. - A - De Betuwe - C - De Harense Smid - C - De Ruijter - - De Rie - A - Uitgeverij & Drukkerij Vorsselmans - A - De Spaansche Vloot - A - Dungelmann - A - Fortuin Dockum b.v. - A - HAVÉ Verwarming - A | - Heineken - A - HoutBrox - A - Hotel Du Casque - A - Jamin - A - Johan van den Acker Textielfabriek - A - Joseph Germain Dutalis - C - Kookwinkel Oostendorp - A - Lebesque - A - Maison de Bonneterie - C - P. De Bruijn Wijnkopers - A - Schermer Wijninkopers & Distilleerderij v.o.f. - A - Schoenfabriek Wed. J.P. van Bommel - A - Stomerij van Kan - A - Van Luijn Natuursteen - A - Schmidt Zeevis Rotterdam - A - Stroopfabriek Canisius-Hensen - A - Stumpel Boekhandel b.v. - A - Van Wielik - - Veth & Zoon - A - Wijnhandel Léon Colaris - A |

## Oostenrijks hof
Leveranciers aan het apostolisch Hof te Wenen werden na goedkeuring gepubliceerd in Handbuch des Allerhöchsten Hofes und des Hofstaates Seiner K. und K. Apostolischen Majestät. Deze edities geven een voorbeeld van de evolutie die het Hof in de 19de eeuw kende onder invloed van de economie.
- Bösendorfer - B
- Blüthner Julius, Pianoforte-Fabrikant - B
- Farina gegenüber - B
- D. & M. Grootes, Nederland
- Peter Habig - B
- Heidsieck Charles, Champagner-Fabrikant - B
- Moët & Chandon - B
- Hotel Sacher - B
- Charles Lewis Tiffany
- Steinway William - B
- Underberg - B

## Pruisisch hof
- Bechstein Piano - B
- Farina gegenüber - B
- Peter Habig - B
- Opel - B

## Russisch hof
- Boucheron - B
- Cristal - B
- Farina gegenüber - B
- Fabergé - C
- Smirnoff - B

## Spaans hof
- Mellerio dits Meller - B